# Guglielmo Giombanco
Guglielmo Giombanco (ur. 15 września 1966 w Katanii) – włoski duchowny katolicki, biskup Patti od 2017.

## Życiorys
Święcenia kapłańskie otrzymał 7 września 1991 i został inkardynowany do diecezji Acireale. Po święceniach pracował jako sekretarz biskupi, a następnie został wikariuszem sądowym. W 2012 otrzymał nominację na wikariusza generalnego diecezji.
1 lutego 2017 papież Franciszek mianował go ordynariuszem diecezji Patti. Sakry udzielił mu 20 kwietnia 2017 metropolita Katanii - arcybiskup Salvatore Gristina.